# بايرون ماكلولين
بايرون ماكلولين (بالإنجليزية: Byron McLaughlin)‏ هو لاعب كرة قاعدة أمريكي، ولد في 29 سبتمبر 1955 في فان نويس في الولايات المتحدة.

## وصلات خارجية
- بايرون ماكلولين على موقعبيزبول رفرنس.كوم (الدوري الرئيسي) (الإنجليزية)
- بايرون ماكلولين على موقعبيزبول رفرنس.كوم (الدوري الثانوي) (الإنجليزية)